# Phodopus campbelli
Phodopus campbelli, perlopiù noto come criceto nano russo o criceto di Campbell, è una delle tre specie di criceto del genere Phodopus ed è spesso facilmente confusa con la Phodopus sungorus (che è un'altra delle tre specie, nota come "criceto siberiano" o "winter white"). È originario della Russia del Nord e dell'Asia centrale e della Cina del Nord e per questo volgarmente conosciuto anche come criceto russo o criceto Campbell. 
Oldfield Thomas l'ha così nominata nel 1905 in onore di Charles William Campbell, che per primo ha collezionato questi esemplari nel 1902. Lo zoologo statunitense Ned Hollister ha individuato sui Monti Altaj siberiani la sottospecie "P. c. crepidatus" nel 1912. Questa tipologia di criceto venne introdotta nel mercato intorno agli anni Settanta in Inghilterra. Benché propensi alla fuga, date le loro dimensioni ridotte che li rendono facili prede, questi criceti sono estremamente curiosi e si lasciano maneggiare con non troppa riluttanza.
Il Campbell è un animale notturno e non va in letargo. È onnivoro, ovvero si nutre di piante, insetti e cereali. Ha delle sacche paraorali che dalla bocca si estendono fino alle zampe posteriori. Vive in media due o tre anni.

## Descrizione
La parte inferiore del Campbell (ovvero la pancia), le labbra e le guance sono di colore bianco, così da tenerlo caldo in inverno. La parte superiore è di colore grigio o marrone chiaro e c'è nel mezzo una striscia nera che lo percorre lungo tutta colonna vertebrale (dalla nuca a poco al di sopra della coda). Di media gli adulti sono lunghi sugli 8–10 cm.

## Differenze col criceto siberiano
Il criceto di campbell nella sua colorazione originale, "selvatica", è simile al criceto siberiano, tanto che solo un esperto riesce a differenziarli (tranne quando il criceto è nella sua colorazione invernale, bianca). Il criceto russo ha una testa più corta e gli occhi sono equidistanti da orecchie e naso; il suo naso è più largo. Il criceto siberiano ha orecchie più piccole, il musetto più convesso e gli occhi sono più vicini alle orecchie che al naso. Il siberiano può raggiungere una taglia maggiore e ha la striscia dorsale più scura e i tre piccoli archi laterali più definiti nel manto. Le zampette sono più pelose nel siberiano e meno nel criceto russo. Come conseguenza all'allevamento domestico e nei negozi, in Italia esistono molti incroci tra criceti russi e siberiani, che hanno dato origine anche a nuove colorazioni del pelo. Inoltre, il Campbell ha bulla auditoria più grande e non riesce a tollerare altrettanto bene temperature inferiori ai -31.8° poiché sprovvisto del più efficiente sistema di termoregolazione automatico dell'altro (il Campbell reagisce all'abbassarsi della temperatura facendo esercizio costante e cercando il miglior riparo possibile).

## Habitat e abitudini alimentari
Il Campbell abita tane sotterranee caratterizzate da quattro (o anche sei) tunnel nella steppa asiatica. Vive, oltre nelle già menzionate Russia e Mongolia, in Cina (in particolare, nelle province Mongolia Interna e Hebei) e nel Kazakistan.
Sia allo stato selvatico sia in cattività, il Campbell marchia il proprio territorio attraverso le ghiandole cutanee harderiane che si trovano dietro alle orecchie. Usano urina e feci per comunicare tra loro.
Allo stato selvatico, a seconda delle zone, comincia a raccogliere cibo in periodi diversi dell'anno; nella Tuva (una parte della Russia), ad esempio, inizia a metà aprile, mentre in Mongolia verso la fine dello stesso mese. Tuttavia, in cattività, raccoglie cibo tutto l'anno.
Attraverso il diastema, il cibo è immesso nella sacche paraorali. Queste contengono un gran numero di papille dermatiche e, una volta piene, si estendono tanto da diventare tutt'uno con la struttura cutanea del criceto. Se piene, sono d'ostacolo ai suoi normali movimenti.
Già all'undicesimo giorno dalla nascita le sacche sono definitivamente formate. Sono grandi abbastanza da contenere, ad esempio, semi di girasole, dei quali il Campbell è ghiotto.

## Riproduzione, malattie e durata della vita
Le femmine del Campbell sono sessualmente mature già al primo mese di vita, ma la riproduzione a questa età può essere pericolosa. La gestazione dei cuccioli è tipicamente di circa 20 giorni. Pertanto i cuccioli devono essere separati dopo circa 25 giorni dal parto.
Sono comuni le anormalità genetiche nel metabolismo di carboidrati e lipidi. Possono sviluppare tumori a ghiandole mammarie, polmoni, utero e ovaie, anche se esposti a carcinogeni chimici.
In un esperimento di laboratorio si è potuto constatare che, in cattività, la durata vita di maschi e femmine è di, rispettivamente, 278 e 356 giorni. Tuttavia, un esperimento successivo ha dimostrato che criceti Campbell nati in estate e tenuti in cattività possono vivere in media 2-2,5 anni. La miglior qualità e varietà di cibo di un criceto domestico ben tenuto fa sì che, rispetto ad uno selvatico, viva di più.

## Gestione in cattività
Le norme corrette per tenere con sé questo piccolo animaletto sono state diffuse tramite diversi canali dall'AIC, Associazione Italiana Criceti Onlus, fondata nel 2007. Tuttavia risultano purtroppo essere sconosciute nella maggior parte dei negozi di animali che vendono accessori non idonei.
Uno degli errori più comuni trasmesso dai negozi riguarda lo spazio necessario per l'habitat domestico. Molte delle gabbie vendute possono essere usate solo come trasportini per viaggi temporanei. Le misure minime corrette della gabbia variano infatti a seconda della specie del criceto.
Per un criceto nano russo/Campbell o siberiano Whinter White le misure minime sono 75 per 45 cm di base con ruota di almeno 20cm senza spazi; mentre per un criceto Roborovskij le misure minime sono 80 cm per 50 cm di base con ruota del diametro di almeno 20 cm senza spazi. 
Per un criceto dorato è necessaria una gabbia di dimensione minima 100 per 50 cm e una ruota del diametro di 28 cm, mai a grate, pericolose per le zampe del criceto.
Tutti i criceti necessitano di una tana in cui potersi sentire al riparo e di un beverino a goccia pieno di acqua fresca.
Il cotone è da evitare perché pericoloso per le zampe e la bocca del criceto. Anche il cotone venduto nei negozi appositamente per criceti è estremamente pericoloso e può rivelarsi addirittura letale.
L'alimentazione deve prevedere cibo fresco ossia frutta 1 volta a settimana e verdura (almeno 3 tipi diversi tutte le sere) e un mix di semi contenente almeno 10 varietà di semi diversi, adatto al criceto senza componenti industriali e zuccherini. I semi grassi come: semi di girasole, semi di zucca, pinoli e noci sono da dare con molta parsimonia altrimenti si rischia di far emergere il diabete nel criceto. 
I criceti necessitano di scavare, pertanto hanno bisogno di un alto strato di lettiera sufficiente. Serviranno 10 cm di lettiera per i criceti nani e 20 cm per i dorati. La lettiera non deve essere profumata, possibilmente in canapa o truciolo di legno depolverizzato. La lettiera per gatti quindi non è adatta.
Con una vaschetta a disposizione piena di sabbia per cincillà i criceti potranno pulirsi il pelo, mentre con tubi e ponti si divertiranno e regaleranno simpatici momenti ai loro padroni. I criceti non hanno bisogno di vaccinazioni.